# Андреева, Ирина Александровна (библиотечный деятель)
Ирина Александровна Андреева (3 июля 1958, Поярково, Михайловский район, Амурская область, РСФСР, СССР) — советский и российский библиотечный деятель и специалист в области организации и управления библиотечным делом, магистр государственного управления, заслуженный работник культуры РФ (2003).

## Биография
Родилась 3 июля 1958 года в Пояркове. Образование получила в МГИКе и АНХ при Правительстве РФ. В 1983 году была принята на работу в ГПБ и работала вплоть до 1991 года. В 1991 году была принята в Аппарат Верховного Совета РФ и проработав вплоть до 1993 года переведена в Аппарат Госдумы РФ и избрана директором Парламентской библиотеки РФ, где проработала вплоть до 2005 года, после чего была избрана начальницей управления библиотечных фондов и работает там и поныне.

## Научные работы
Основные научные работы посвящены информационным технологиям, информационному обеспечению законодательной деятельности и истории парламентаризма. Автор ряда научных работ.
- Разработала создание концепции Парламентской библиотеки РФ.